# Bogdan Stoica
Bogdan Cristian Stoica (n. 28 ianuarie 1990, București, România) este un kickboxer român și fost campion mondial SUPERKOMBAT la categoria cruiser. Este de asemenea și cel mai tânăr campion din istoria promoției.
Este semnat și de către GLORY acolo unde pe 21 iunie 2014 la Los Angeles a luptat cu unul dintre favoriții marelui turneu al mijlociilor, piramida "Last Man Standing" - americanul Wayne Barrett - și a pierdut prin knockout în runda a treia după un meci relativ egal până la acel moment.
Începând cu data de 1 septembrie 2016, este clasat pe locul 10 în clasamentul mondial al Combat Press.
Este fost dublu campion național de wushu.
În iulie 2012, a suferit un grav accident de motocicletă ce i-a "scurtcircuitat" puțin cariera însă în clipa de față este într-o revenire pe planul performanței sportive reușind din nou să lege victorii.

## Viața personală
Bogdan este căsătorit cu Cristina Stoica și au împreună o fată pe nume Francesca Antonia, născută în anul 2016.